# María Moreno Blasco
María Moreno, nom amb què es coneixia María del Pilar Moreno Blasco (Madrid, 14 de maig de 1933 - ibíd., 17 de febrer de 2020) va ser una pintora espanyola realista i una de les figures essencials del grup dels realistes madrilenys. Estava casada amb el també pintor Antonio López García que, tot i que sempre la va animar a pintar i va admirar la seva obra, professionalment li va fer ombra.

## Biografia
Va néixer en una família liberal madrilenya, i va passar part de la seva infància a València. De tornada al Madrid de la postguerra va esdevenir amb el temps una adolescent introvertida i apassionada per la literatura; segons ella mateixa explicava, va trobar en la cultura la manera d'allunyar-se de la realitat i en la pintura el seu mitjà d'expressió.
Es va formar en l'Escola d'Arts i Oficis de Madrid, i el 1954 va ingressar en la Reial Acadèmia de Belles Arts de San Fernando, on es va especialitzar en pintura. Allà va conèixer els que serien els seus amics i companys artístics durant dècades, i que formarien part del grup anomenat "realisme madrileny" o "hiperrealistes": Isabel Quintanilla, Amalia Avia, Lucio Muñoz, Julio i Francisco López Hernández, i Antonio López García, el més destacat del grup i amb qui es casaria posteriorment.
L'estiu de 1957 va viatjar a París per tal de visitar museus i conèixer l'obra de grans artistes, i per aquella època va començar a treballar també com a professora de dibuix en centres educatius de Madrid.
María Moreno i Antonio López es van casar el 1961, i van celebrar la seva unió passant un mes a Guardamar del Segura (El Baix Segura) pintant. Van tenir dues filles, María i Carmen. Temps més tard, López va declarar que durant aquest viatge la va descobrir com artista, i que a partir d'aleshores ella es va convertir en la seva "llum".
L'artista, allunyada de la vida pública a causa d'una malaltia que patia des de feia molt de temps, va morir a l'edat de 86 anys.

## Obra
Durant la seva trajectòria artística va participar en nombroses exposicions col·lectives, la primera de les quals va ser el 1962 al Palau de Velázquez del Parc del Retiro de Madrid, durant l'Exposició Nacional de Belles Arts. Una altra mostra significativa va ser la del 1991 a la Reial Acadèmia de Belles Arts de San Fernando (Madrid), sota el nom Otra realidad. Compañeros en Madrid, i que va ser clau en la comprensió del corrent figuratiu que va sorgir a Madrid a la dècada del 1950. El 2005 el Museu de Belles Arts de la Corunya va acollir una exposició centrada només en les dones del grup: Pinceladas de Realidad. Amalia Avia, María Moreno, Isabel Quintanilla. La darrera va tenir lloc al Museu Thyssen-Bornemisza a principis de 2016, Realistas de Madrid, i va posar en perspectiva l'obra d'aquests artistes. A partir de la dècada del 1970 la seva obra va començar a mostrar-se i passant a formar part de col·leccions internacionals. Entre aquestes, van tenir gran repercussió les d'Alemània i del Regne Unit, que estaven dedicades al grup d'artistes figuratius al qual Moreno pertanyia.
Només va realitzar tres exposicions individuals: el 1966 a la Galería Edurne (Madrid), el 1973 a la Galerie Herbert Meyer-Ellinger (Frankfurt), i el 1990 a la Galerie Claude Bernard (París). En la primera va mostrar unes obres intimistes i d'aspecte lúgubre, en els que retratava escales, finestres interiors, passadissos i altres espais del seu entorn.
Claude Bernad, que ja havia treballat amb Lucian Freud, Francis Bacon i Alberto Giacometti prèviament, es va mostrar entusiasmat amb l'artista i va apostar per ella. El galerista va explicar que la pintora no havia ajudat en la mostra que va organitzar a París, i que va haver de recórrer a Antonio López com a intermediari per tal que ella acceptés la seva oferta. Finalment la va convèncer per a exposar a la seva galeria, i la mostra va ser molt ben acollida tant pel públic com per la crítica; segons afirma, Moreno "no volia exposar, era feliç en el seu món". Bernard va comprar aleshores totes les obres exposades.
La seva obra forma part de diverses col·leccions, tant públiques com privades; entre les primeres hi ha la Fundació Sorigué (Lleida), Artium (Vitòria), la col·lecció Iberdrola (Bilbao) i el Museu d'Art Contemporani de Toledo
Com artista sempre havia passat desapercebuda pel públic generalista, i no va ser fins a l'any 2016 que el programa de televisió Imprescindibles se'n va fer ressò; tot i així, van fer un retrat de la pintora a grans trets i poc precisos.
Entre el seu llegat també hi ha la pel·lícula El sol del membrillo, de Víctor Erice (1992), i de la qual va ser la productora executiva. El llargmetratge representa una immersió en el procés creatiu del seu marit, mentre pintava un codonyer en el pati de casa seva, tot i que Moreno també hi va participar. Durant el rodatge, a més, la relació entre el pintor i el director es va crispar, i va ser ella qui va calmar la situació i va fer d'intermediària.
Segons apunta Amparo Serrano, professora d'Història de l'Art, tant ella com les altres dones del grup de realistes madrilenys van patir "una doble discriminació (...) per ser realistes i per ser dones": la crítica ha considerat majoritàriament el realisme com una "pintura grollera", i les pintores com unes aficionades. L'especialista, que forma part del grup de recerca Pintores Espanyoles Dones del Segle XX, considera que "la figura d'Antonio també ha fet massa ombra a la resta i elles són tan bones com ell. Sense elles el grup està incomplet".

### Estil i temàtica
Va estar molt influïda artísticament per l'oncle d'Antonio López, el també pintor Antonio López Torres; a causa d'això, la seva paleta de colors es va orientar a tons més clars. La seva pintura és lluminosa, de formes difuminades i de traçat delicat. En el seu estil hi havia una visió quasi innocent de la natura. Les seves obres tenen un aspecte parcialment irreal i semblen formar part del món imaginari.
El seu marit i ella van estar sempre profundament complementats a nivell artístic, i tot i que els temes d'interès eren els mateixos (la ciutat, principalment), cadascun va desenvolupar la seva obra de manera individual segons el seu propi estil i visió.
Els motius dels seus quadres van estar sempre lligats a ella íntimament. En la seva primera etapa hi havia els retrats de persones en el seu entorn, malgrat també trobem motius al llarg de la seva carrera com els paisatges (tant de Madrid com de La Manxa), els interiors (presents des dels seus inicis), alguns bodegons, els jardins, i moltes flors (especialment a partir de la dècada del 1990).

La pintora i escultora figurativa Carmen Laffón considerava Moreno com "una pintora de gran sensibilitat i finor, d'una delicadesa rara de trobar". Segons Guillermo Solana, director artístic del Museu Thyssen-Bornemisza, l'obra de l'artista era intimista i tenia un enfocament molt diferent al d'Antonio López, ja que Moreno pintava atmosferes i alguns dels objectes dels seus quadres "sembla que tinguin aura". A Antonio López, la seva pintura li semblava un regal, perque tenia "la puresa de les coses en un món impur". A propòsit de la seva pròpia obra, la pintora va declarar:
| « | Jo voldria posar en el quadre tot allò que vull expressar i no puc fer amb la paraula. Sóc més pintora de la llum, de les formes ben col·locades. La llum que m'agrada utilitzar s'adequa bé a aquest món fràgil, sense pes, que es confon amb l'atmosfera que l'envolta. | » |